# Ben Johnson (entrenador de fútbol americano)
Benjamin David Johnson, nacido el 11 de mayo de 1986, es un entrenador de fútbol americano. Actualmente es el entrenador de los Chicago Bears en la NFL, la Liga Profesional de Fútbol Americano. Su carrera en la NFL comenzó como asistente en los Miami Dolphins, en 2012. Allí entrenó a quarterbacks, tight ends y a los wide receivers. Johnson comenzó a trabajar para los Detroit Lions en 2019, siendo ascendido a coordinador ofensivo en 2022 y liderando el equipo a una de las mejores cinco ofensas de la temporada, llegando a ser la #1 en la Temporada 2024 de la NFL. A mediados de los 2000 llegó a ser el quarterback en el equipo de Carolina del Norte.  

## Primeros años y universidad
Johnson nació el 11 de mayo de 1986 en Charleston, Carolina de Sur. Asistió y fue el quarterback en el instituto A.C Reynolds, en Asheville, Carolina del Norte. Siendo junior ayudó al equipo a llegar al campeonato estatal 4-A de Carolina del Norte. Como senior fue nombrado mejor jugador de la conferencia. Ben se graduó entre los cinco mejores de su promoción, sin emgargo, jugó sin beca para los Tar Heels en la Universidad de Carolina del Norte en Chapel Hill en 2004. En la universidad fue el quarterback reserva, por detrás de T.J Yates. En 2008 se graduó en matemáticas y ciencias de la computación.

## Entrenador

### Universidad de Boston
Siguiendo los pasos de su coordinador ofensivo en la Universidad de Carolina del Norte, John Shoop, Johnson fue contratado como asistente de posgrado para los Boston College Eagles, en 2009. En 2011 se convirtió en el entrenador de los tight ends. 

### Miami Dolphins
En febrero de 2012, los Miami Dolphins contataron a Johnson como asistente ofensivo. En 2013 se convertió en entrenador de quarterbacks y en 2015 fue ascendido a entrenador de tight ends bajo la dirección del nuevo entrenador, Dan Campbell, tras haber despedido al antiguo entrenador, Joe Philbin, por haber comenzado la temporada 1-3. En 2017, Ben fue contratado por Adam Gase y fue nombrado asistente de los wide receivers, siendo ascendido a entrenador de wide receivers la siguiente temporada.

### Detroit Lions
En 2019, fue contratado por los Detroit Lions como entrenador de control de calidad ofensiva. En 2020 se convirtió en el entrenador de los tight ends y volvió a estar bajo las órdenes del entrenador jefe Dan Campbell en 2021 tras despedir a Matt Patricia. Esa misma temporada, fue ascendido a coordinador de pases después de que despidieran a Anthony Lynn tras un comienzo de temporada de 0-8.  
En febrero de 2022, Johnson fue ascendido nuevamente, esta vez a coordinador ofensivo. Desde ese momento empezó a llamar la atención para ser el nuevo entrenador de los Lions tras conseguir una de las mejores cinco ofensas de la liga con ocho partidos con más de 30 puntos anotados, un récord para la franquicia.
Johnson permaneció en Detroit en la Temporada 2023, a pesar de haber sido querido fichado por los Carolina Panthers. Esa temporada el equipo terminó tercero en ofensiva total, ganó la división por primera vez desde 1993 y ganó un partido de playoffs por primera vez desde 1991. 
Los Lions derrotaron a los Tampa Bay Buccaneers y avanzaron al Partido de Campeonato de la NFC de 2023, pero perdieron contra los San Francisco 49ers. En ambos partidos, contra los Bucs y los 49ers, la ofensiva de Johnson consiguió más de treinta puntos y más de treinta yardas. 
El 30 de enero de 2024, Johnson anunció que seguiría con los Detroit Lions, a pesar de haber sido considerado para ser el entrenador principal en los Washington Commanders y para los Seattle Seahawks. 
Durante la Temporada 2024, Johnson obtuvo la mejor ofensiva de la liga, con una media de 33,2 puntos por partido, y estableció múltiples récords, como la mayor cantidad de partidos con más de 40 puntos sin haber perdido el balón (5), o obtener el PPG más alto en la historia de la franquicia. Los Lions tuvieron seis partidos con más de 40 puntos, siendo el segundo equipo en la historia de la NFL en tener a cuatro jugadores con más de 1000 yardas desde la línea de golpeo, y el primero en hacerlo con dos wide receivers y dos running backs. 
Tras la temporada, Johnson se reunió con los Chicago Bears, los Jacksonville Jaguars, Las Vegas Raiders y con los New England Patriots para discutir los puestos vacantes de entrenador jefe.

### Chicago Bears
El 21 de enero de 2025, Johnson fue anunciado como nuevo entrenador jefe de los Chicago Bears.

## Influencias como entrenador
Johnson dijo que su estrategia y su esquema ofensivo estaba plenamente inspirado por Kevin Rogers, Darrell Bevell, Adam Gase, Clyde Christensen y Mike Martz.

## Vida personal
Johnson está casado con la que era su novia en el instituto, Jessica. Tienen tres hijos en común. 